# غضروف جناحي كبير
الغضروف الجناحي الكبير هو أحد غضاريف الأنف وهو من الغضاريف الزجاجية. له شكل زاوية رأسها عند ذروة الأنف. الساق الأنسية تشكل جزءاً من الجزء المتحرك لحاجز الأنف والساق الوحشية مقوسة تشكل الحد السفلي الأمامي لجناح الأنف.